# دينامو برلين
دينامو برلين (بالألمانية: Berliner Fußballclub Dynamo) نادي كرة قدم ألماني يلعب في دوري الدرجة الخامسة . تم تأسيس النادي في سنة 1966 .